# Les Pornographes
Les Pornographes est un roman japonais d'Akiyuki Nosaka, paru en 1963 sous le titre original Erogoto shitachi (エロ事師たち).
Il a été adapté au cinéma en 1966 par Shōhei Imamura sous le titre Le Pornographe.